# Daishiro Yoshimura
Daishiro Yoshimura (16 august 1947 - 1 noiembrie 2003) a fost un fotbalist japonez.

## Statistici
| Japonia | Japonia | Japonia |
| An      | Meciuri | Goluri  |
| ------- | ------- | ------- |
| 1970    | 4       | 1       |
| 1971    | 6       | 2       |
| 1972    | 8       | 1       |
| 1973    | 3       | 0       |
| 1974    | 7       | 2       |
| 1975    | 6       | 1       |
| 1976    | 12      | 0       |
| Total   | 46      | 7       |